# Kaio Pantaleão
Kaio Fernando da Silva Pantaleão, noto semplicemente come Kaio Pantaleão (Araraquara, 8 settembre 1995), è un calciatore brasiliano, centrocampista del Botafogo.

## Caratteristiche tecniche
È un mediano.

## Carriera
Cresciuto nel settore giovanile del Ferroviária, ha esordito in prima squadra il 4 agosto 2013 in occasione del match di Copa Paulista vinto 3-0 contro il Sertãozinho.
Nel 2017 viene ceduto in prestito al Santa Clara. Al termine della stagione, in cui colleziona 14 presenze in campionato, viene acquistato a titolo definitivo dal club portoghese.

## Palmarès
- Campionato russo: 1

Krasnodar: 2024-2025